# Baranogale
La baranogale (gen. Baranogale), nota anche come puzzola di Baranya, è un mammifero carnivoro estinto, appartenente ai mustelidi. Visse tra il Miocene superiore e il Pleistocene medio (circa 7 - 1,2 milioni di anni fa) e i suoi resti fossili sono stati ritrovati in Europa.

## Descrizione
Questo animale doveva assomigliare molto all'attuale zorilla (gen. Ictonyx), sia come aspetto che come dimensioni. Il cranio, dalla fronte stretta e piatta, si restringeva nella parte dietro le orbite, mentre la regione parietale era un poco rigonfia. Come nelle zorille, la bolla timpanica era attaccata all'osso pterigoide. I canini erano lunghi, arcuati e appuntiti; i premolari erano piuttosto piccoli e poco taglienti. Il carnassiale superiore era dotato di una lama tagliente rettilinea, con un parastilo ben marcato; il tubercolo di questo dente aveva un contorno subtrapezoidale, con margini anteriore e posteriore quasi paralleli. Rispetto alle zorille, il carnassiale inferiore era dotato di un trigonide un po' più aperto e il metaconide più basso. Il talonide tagliente era costituito dall'ipoconide e dall'ipoconulide. Il secondo molare era molto ridotto. 

## Classificazione
Baranogale è un genere di mustelidi simili alle zorille africane (gen. Ictonyx), e come queste incluso nel gruppo degli Ictonychinae. Il genere venne descritto per la prima volta da Kormos nel 1934, sulla base di resti fossili ritrovati in Ungheria in terreni del Pliocene superiore e del Pleistocene inferiore. La specie tipo è Baranogale helbingi, nota per fossili principalmente di età plio-pleistocenica rinvenuti in Ungheria, Grecia, Polonia e Italia; alcuni fossili provenienti dalla fine del Miocene e rinvenuti in Piemonte sono ascrivibili a una specie affine. Altre specie ascritte a questo genere sono Baranogale antiqua, descritta inizialmente da Pomel nel 1853 con il nome di Rhabdogale (sinonimo di Ictonyx) antiqua, più grande della precedente e nota per fossili plio-pleistocenici della Francia (Etouaires e Saint-Vallier), e B. balcanica, di dimensioni minori, rinvenuta nella zona di Varshets in Bulgaria.